# Майбери, Алан
А́лан Пол Ма́йбери (англ. Alan Paul Maybury; 8 августа 1978, Дублин, Ирландия) — ирландский футболист. Защитник. Играл за «Лидс Юнайтед», «Рединг», «Кру Александра», «Харт оф Мидлотиан», «Лестер Сити», «Абердин», «Колчестер Юнайтед», «Сент-Джонстон», «Хиберниан» и «Фалкирк». Бывший игрок молодёжной, второй, и основной сборной Ирландии. На данный момент работает тренером. 

## Карьера

### Клубная
Начинал играть в футбол на родине, в клубе «Хоум Фарм», оттуда перешёл в академию шотландского «Рейнджерс», став первым ирландцем в академии клуба. Но в Шотландии заигран за клуб не был, а в 1995 году переехал в Англию, играть за «Лидс Юнайтед». В «Лидсе» Алан стал запасным защитником, иногда появляясь на поле, выходя на замену или же вместо травмированных и уставших игроков, тем не менее именно тогда был вызван в молодёжную сборную Ирландии. В 1999 году играл в аренде за «Рединг», а спустя год был арендован «Кру Александра», что тем не менее не помогло ему пробиться в основной состав «Лидса». За 6 лет в команде он сыграл всего 14 игр. В итоге в августе 2001 года перешёл за 130 000 £ в «Хартс». Уже в конце августа дебютировал в Шотландии, в игре с «Сент-Джонстоном» и завоевал место в основном составе. В Шотландии дважды подряд, в сезонах 2002/03 и 2003/04 становился бронзовым призёром чемпионата Шотландии. В 2004 году стал вице-капитаном «Хартса». В 2005 году вместе с тренером команды Крейгом Левейном перешёл в «Лестер». Вернувшись в Англию он сумел добиться места в основе и продолжил играть после увольнения Левейна. В 2006 году мог перейти в «Сандерленд», но сделка сорвалась в последний момент. В 2008 году потерял доверие тренера и был вынужден искать новую команду, тренируясь с «Хартсом» для поддержания формы. В итоге он на правах аренды перешёл в «Абердин». Там он стал одним из виновников поражения клуба в «Кубке УЕФА» от «Баварии» (2:2). Покинув «Абердин» и не подписав нового контракта с «Лестером», Майбери приехал на просмотр в «Бристоль Сити», однако и там не сумел проявить себя. Только 12 декабря он наконец нашёл себе команду, подписав контракт с «Колчестер Юнайтед» и дебютировал уже на следующий день в игре против «Лидса». В 2010 году снова стал свободным агентов и в августе подписал контракт с «Сент-Джонстоном», вернувшись в Шотландию. За два года он успел сыграть 47 матчей, забив 1 гол. Покинув «Сент-Джонстон» в 2012 году провёл предсезонную подготовку в «Хиберниане», и в августе подписал контракт с клубом.

### Международная
В 1998 году был вызван в молодёжную сборную Ирландии, за которую сыграл два матча, в том же году сыграл одну игру и за вторую сборную своей страны и в том же году был приглашён в основную сборную Ирландии. В основную сборную вызывался в течение 7 лет, вплоть до 2005 года, но сыграл только 10 раз.